# Natasha Baker
Pour les articles homonymes, voir Baker.
Natasha Louise Baker (née le 30 décembre 1989 à Hammersmith) est une cavalière handisport britannique de dressage.

## Biographie
À l'âge de 14 mois, elle contracte une myélite transverse, une inflammation de la colonne vertébrale qui affecte ses terminaisons nerveuses. Elle se retrouve avec une faiblesse et aucune sensation dans ses jambes.

## Carrière
Natasha Baker commence à monter à cheval, car les physiothérapeutes estiment que cela l'aiderait à renforcer ses muscles. Elle commence à faire de la compétition à l'âge de neuf ans au sein de la Riding for the Disabled Association du Buckinghamshire. En regardant les Jeux paralympiques d'été de 2000, à l'âge de dix ans, elle décide qu'elle veut participer aux Jeux paralympiques. Comme elle manque de force dans ses jambes, elle entraîne ses chevaux à répondre à sa voix et aux mouvements qu'elle peut faire en selle. Elle participe à la classification paralympique de niveau III.
Son hongre Lazardo subit une blessure deux jours avant l'épreuve de sélection finale pour les Jeux paralympiques de 2008, puis prend sa retraite en 2009.
En 2011, elle fait sa première apparition à un championnat adulte, participant aux Championnats d'Europe organisés à Moorsele, en Belgique, où elle remporte des médailles d'or dans les épreuves individuelles et de reprise libre de niveau II.
Elle est sélectionnée dans l'équipe de dressage de Grande-Bretagne aux Jeux paralympiques d'été de 2012 à Londres. Dans l'épreuve de championnat individuel de niveau II, Baker, sur Cabral, un hongre de 11 ans, marque 76,857 % et établit un nouveau record paralympique pour le classement de niveau II, remporte la médaille d'or devant la tenante du titre allemande Britta Näpel qui remporte l'argent avec un score de 76.000%. Elle remporte sa deuxième médaille d'or des Jeux dans l'épreuve de reprise libre individuel de niveau II. Elle établit un nouveau record paralympique de 82,800 % en battant Napel, deuxième, de plus de 5 %.
Aux Jeux paralympiques d'été de 2016 à Rio de Janeiro, elle remporte les médailles d'or des épreuves de reprise libre et individuel de niveau II ainsi que l'épreuve par équipe.
En février 2017, Cabral meurt soudainement à l'âge de 16 ans.
Baker commente le dressage handisport aux Championnats d'Europe 2017 à Göteborg à côté de Rupert Bell. Elle commente ensuite la Coupe du monde de dressage de la Ligue d'Europe occidentale plus tard cette année-là et continue de le faire, soit seule, soit accompagnée.
Elle fait également partie de l'équipe de commentateurs des Jeux équestres mondiaux de 2018 et des Championnats d'Europe 2019 de para-dressage et des finales de la Coupe du monde de dressage en 2018 et 2019.
Aux Jeux paralympiques d'été de 2020 à Tokyo, elle prend simplement les médailles d'argent des épreuves de reprise libre et individuel de niveau II derrière Tobias Jørgensen, mais garde la médaille l'épreuve par équipe.
Après avoir remporte deux médailles d'or aux championnats du monde FEI d'équitation 2022, elle découvre qu'elle est enceinte de son compagnon depuis dix ans, Marc Jaconelli, qu'elle a épousé en mars de la même année, et donnera naissance à son premier enfant en avril 2023.
Baker est nommé membre de l'ordre de l'Empire britannique dans la promotion du Nouvel An 2013 pour ses services à l'équitation puis officier de l'ordre de l'Empire britannique dans la promotion du Nouvel An 2022, également pour ses services à l'équitation.